# 中华人民共和国地级市列表

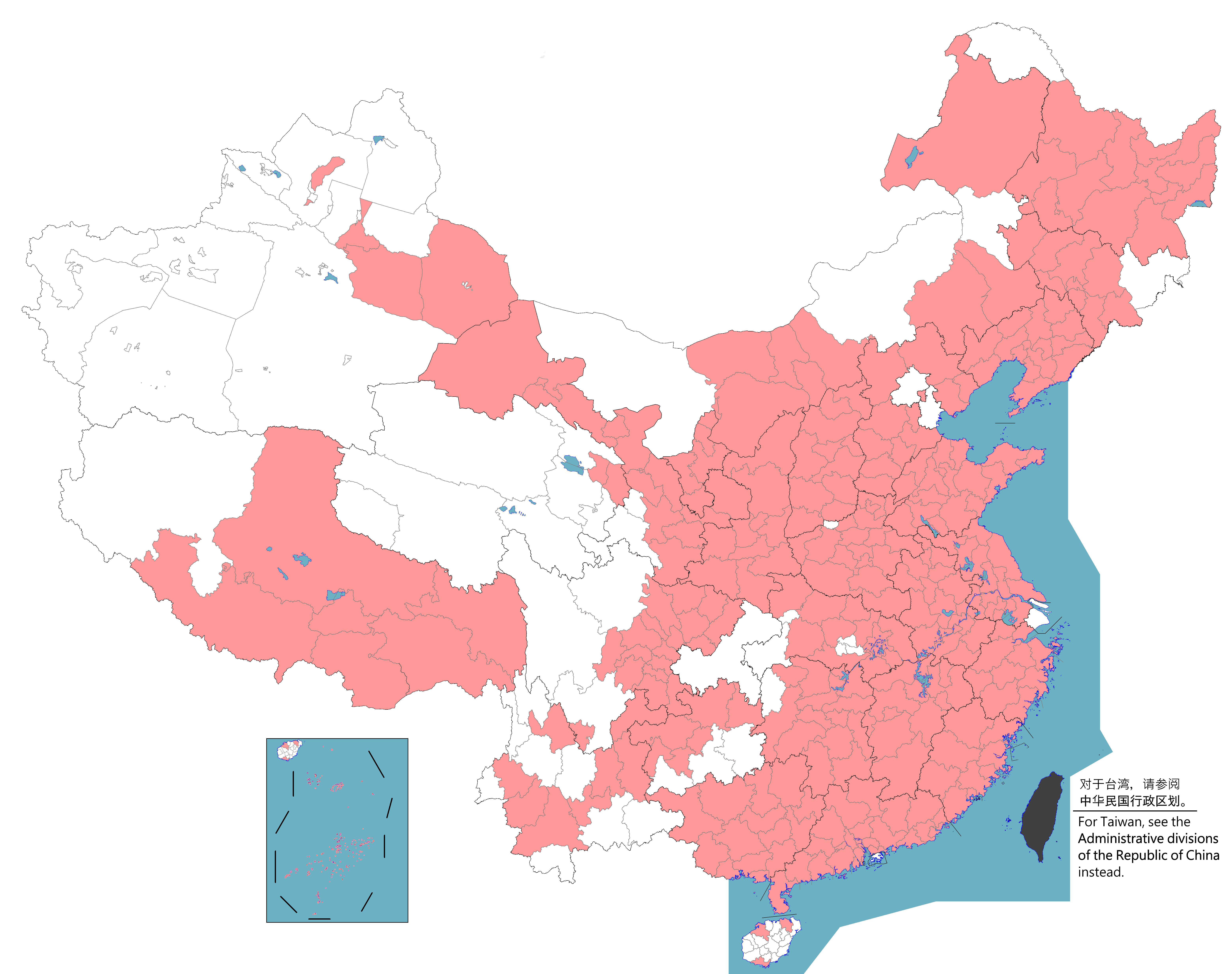
地级市分布图

地级市列表，列出中华人民共和国各省、自治区下辖的地级市。

## 列表
| 河北省 | 11 | 石家庄市、唐山市、秦皇岛市、邯郸市、邢台市、保定市、张家口市、承德市、沧州市、廊坊市、衡水市                                                                           |
| 山西省 | 11 | 太原市、大同市、阳泉市、长治市、晋城市、朔州市、晋中市、运城市、忻州市、临汾市、吕梁市                                                                                 |
| 内蒙古自治区 | 9  | 呼和浩特市、包头市、乌海市、赤峰市、通辽市、鄂尔多斯市、呼伦贝尔市、巴彦淖尔市、乌兰察布市                                                                             |
| 辽宁省 | 14 | 沈阳市、大连市、鞍山市、抚顺市、本溪市、丹东市、锦州市、营口市、阜新市、辽阳市、盘锦市、铁岭市、朝阳市、葫芦岛市                                                       |
| 吉林省 | 8  | 长春市、吉林市、四平市、辽源市、通化市、白山市、松原市、白城市 |
| 黑龙江省 | 12 | 哈尔滨市、齐齐哈尔市、鸡西市、鹤岗市、双鸭山市、大庆市、伊春市、佳木斯市、七台河市、牡丹江市、黑河市、绥化市                                                           |
| 江苏省 | 13 | 南京市、无锡市、徐州市、常州市、苏州市、南通市、连云港市、淮安市、盐城市、扬州市、镇江市、泰州市、宿迁市                                                               |
| 浙江省 | 11 | 杭州市、宁波市、温州市、嘉兴市、湖州市、绍兴市、金华市、衢州市、舟山市、台州市、丽水市                                                                                 |
| 安徽省 | 16 | 合肥市、芜湖市、蚌埠市、淮南市、马鞍山市、淮北市、铜陵市、安庆市、黄山市、滁州市、阜阳市、宿州市、六安市、亳州市、池州市、宣城市                                       |
| 福建省 | 9  | 福州市、厦门市、三明市、莆田市、泉州市、漳州市、南平市、龙岩市、宁德市                                                                                                 |
| 江西省 | 11 | 南昌市、景德镇市、萍乡市、九江市、新余市、鹰潭市、赣州市、吉安市、宜春市、抚州市、上饶市                                                                               |
| 山东省 | 16 | 济南市、青岛市、淄博市、枣庄市、东营市、烟台市、潍坊市、济宁市、泰安市、威海市、日照市、临沂市、德州市、聊城市、滨州市、菏泽市                                         |
| 河南省 | 17 | 郑州市、开封市、洛阳市、平顶山市、安阳市、鹤壁市、新乡市、焦作市、濮阳市、许昌市、漯河市、三门峡市、南阳市、商丘市、信阳市、周口市、驻马店市                           |
| 湖北省 | 12 | 武汉市、黄石市、十堰市、宜昌市、襄阳市、鄂州市、荆门市、孝感市、荆州市、黄冈市、咸宁市、随州市                                                                         |
| 湖南省 | 13 | 长沙市、株洲市、湘潭市、衡阳市、邵阳市、岳阳市、常德市、张家界市、益阳市、郴州市、永州市、怀化市、娄底市                                                               |
| 广东省 | 21 | 广州市、韶关市、深圳市、珠海市、汕头市、佛山市、江门市、湛江市、茂名市、肇庆市、惠州市、梅州市、汕尾市、河源市、阳江市、清远市、东莞市、中山市、潮州市、揭阳市、云浮市 |
| 广西壮族自治区 | 14 | 南宁市、柳州市、桂林市、梧州市、北海市、防城港市、钦州市、贵港市、玉林市、百色市、贺州市、河池市、来宾市、崇左市                                                       |
| 海南省 | 4  | 海口市、三亚市、三沙市、儋州市 |
| 四川省 | 18 | 成都市、自贡市、攀枝花市、泸州市、德阳市、绵阳市、广元市、遂宁市、内江市、乐山市、南充市、眉山市、宜宾市、广安市、达州市、雅安市、巴中市、资阳市                       |
| 贵州省 | 6  | 贵阳市、六盘水市、遵义市、安顺市、毕节市、铜仁市 |
| 云南省 | 8  | 昆明市、曲靖市、玉溪市、保山市、昭通市、丽江市、普洱市、临沧市 |
| 西藏自治区 | 6  | 拉萨市、日喀则市、昌都市、林芝市、山南市、那曲市 |
| 陕西省 | 10 | 西安市、铜川市、宝鸡市、咸阳市、渭南市、汉中市、延安市、榆林市、安康市、商洛市                                                                                         |
| 甘肃省 | 12 | 兰州市、嘉峪关市、金昌市、白银市、天水市、武威市、张掖市、平凉市、酒泉市、庆阳市、定西市、陇南市                                                                       |
| 青海省 | 2  | 西宁市、海东市 |
| 宁夏回族自治区 | 5  | 银川市、石嘴山市、吴忠市、固原市、中卫市 |
| 新疆维吾尔自治区 | 4  | 乌鲁木齐市、克拉玛依市、吐鲁番市、哈密市 |
| 注：臺灣省的台澎地区自1945年，福建省的金门、马祖自1912年由中华民国政府统治至今。台湾省的钓鱼岛及其附属岛屿周边海域由中华人民共和国、日本政府公务船交替控制。《公开地图内容表示规范》（自然资规〔2023〕2号）第八条第（一）项规定，“台湾省在地图上应当按省级行政单位表示。台北市作为省级行政中心表示（图例中注省级行政中心）。台湾省的新北市、桃园市、台中市、台南市、高雄市按照地级行政中心表示。”相关背景请参阅臺灣問題。 |    | |

## 详情列表
| 地级市名称                | 设立时间         | 设立方式                                 | 相关批文                         | 备注 |
| 河北省（共11个）          | 河北省（共11个） | 河北省（共11个）                         | 河北省（共11个）                 | 河北省（共11个） |
| ------------------------- | ---------------- | ---------------------------------------- | -------------------------------- | --- |
| 石家庄市                  | 1978年3月11日    | 地辖市升为省辖市                         | 冀发〔1978〕13号                 | 1993年6月与石家庄地区合并（国函〔1993〕89号）                                                                                               |
| 唐山市                    | 1978年3月11日    | 地辖市升为省辖市                         |                                  | 1983年3月与唐山地区合并（(83)国函字27号）                                                                                                   |
| 秦皇岛市                  | 1983年3月3日     | 地辖市升为省辖市                         | (83)国函字27号                   | |
| 邯郸市                    | 1983年11月15日   | 地辖市升为省辖市                         | (83)国函字243号                  | 1993年6月与邯郸地区合并（国函〔1993〕89号）                                                                                                 |
| 邢台市                    | 1983年11月15日   | 地辖市升为省辖市                         | (83)国函字243号                  | 1993年6月与邢台地区合并（国函〔1993〕89号）                                                                                                 |
| 保定市                    | 1983年11月15日   | 地辖市升为省辖市                         | (83)国函字243号                  | 1994年12月与保定地区合并（国函〔1994〕133号）                                                                                               |
| 张家口市                  | 1983年11月15日   | 地辖市升为省辖市                         | (83)国函字243号                  | 1993年6月与张家口地区合并（国函〔1993〕89号）                                                                                               |
| 承德市                    | 1983年11月15日   | 地辖市升为省辖市                         | (83)国函字243号                  | 1993年6月与承德地区合并（国函〔1993〕89号）                                                                                                 |
| 沧州市                    | 1983年11月15日   | 地辖市升为省辖市                         | (83)国函字243号                  | 1993年6月与沧州地区合并（国函〔1993〕89号）                                                                                                 |
| 廊坊市                    | 1988年9月13日    | 由廊坊地区改设                           | 国函〔1988〕114号                | 原县级廊坊市改设安次区 |
| 衡水市                    | 1996年5月31日    | 由衡水地区改设                           | 国函〔1996〕39号                 | 原县级衡水市改设桃城区 |
| 山西省（共11个）          |                  |                                          |                                  | |
| 太原市                    | 1949年4月24日    | 承继民国时期的省辖市                     |                                  | 1927年由阳曲县析设太原市 |
| 大同市                    | 1972年3月9日     | 地辖市升为省辖市                         |                                  | 1993年6月与雁北地区（除应县、右玉、怀仁3县）合并（国函〔1993〕93号）                                                                        |
| 阳泉市                    | 1972年3月9日     | 地辖市升为省辖市                         |                                  | |
| 长治市                    | 1975年7月9日     | 地辖市升为省辖市                         | 晋发〔1975〕69号                 | 1985年4月原晋东南地区的襄垣、屯留、平顺、黎城、壶关、长子、武乡、沁县、沁源、潞城、长治11县划归地级长治市（(85)国函字62号）                 |
| 晋城市                    | 1985年4月30日    | 县级市升为地级市                         | (85)国函字62号                   | 1985年4月原晋东南地区的阳城、高平、陵川、沁水四县划归地级晋城市，原县级晋城市改设城区、郊区                                                 |
| 朔州市                    | 1988年3月24日    | 由朔县、平鲁县合并设立                   | 国函〔1988〕52号                 | |
| 晋中市                    | 1999年9月24日    | 由晋中地区改设                           | 国函〔1999〕124号                | 原县级榆次市改设榆次区 |
| 运城市                    | 2000年6月14日    | 由运城地区改设                           | 国函〔2000〕68号                 | 原县级运城市改设盐湖区 |
| 忻州市                    | 2000年6月14日    | 由忻州地区改设                           | 国函〔2000〕70号                 | 原县级忻州市改设忻府区 |
| 临汾市                    | 2000年6月23日    | 由临汾地区改设                           | 国函〔2000〕78号                 | 原县级临汾市改设尧都区 |
| 吕梁市                    | 2003年10月23日   | 由吕梁地区改设                           | 国函〔2003〕112号                | 原县级离石市改设离石区 |
| 内蒙古自治区（共9个）     |                  |                                          |                                  | |
| 呼和浩特市                | 1950年1月18日    | 承继民国时期的省辖市                     |                                  | 1928年由归绥县析设归绥市；1954年4月，归绥市更名为呼和浩特市                                                                                 |
| 包头市                    | 1950年2月13日    | 承继民国时期的省辖市                     |                                  | 1938年11月由包头县析设包头市（蒙古联盟自治政府）                                                                                            |
| 乌海市                    | 1975年8月30日    | 由海勃湾市、乌达市合并设立               | 国发〔1975〕141号                | |
| 赤峰市                    | 1983年10月10日   | 由昭乌达盟改设                           | (83)国函字218号                  | 原县级赤峰市改设红山区 |
| 通辽市                    | 1999年1月13日    | 由哲里木盟改设                           | 国函〔1999〕5号                  | 原县级通辽市改设科尔沁区 |
| 鄂尔多斯市                | 2001年2月26日    | 由伊克昭盟改设                           | 国函〔2001〕17号                 | 原县级东胜市改设东胜区 |
| 呼伦贝尔市                | 2001年10月10日   | 由呼伦贝尔盟改设                         | 国函〔2001〕130号                | 原县级海拉尔市改设海拉尔区 |
| 巴彦淖尔市                | 2003年12月1日    | 由巴彦淖尔盟改设                         | 国函〔2003〕121号                | 原县级临河市改设临河区 |
| 乌兰察布市                | 2003年12月1日    | 由乌兰察布盟改设                         | 国函〔2003〕122号                | 原县级集宁市改设集宁区 |
| 辽宁省（共14个）          |                  |                                          |                                  | |
| 沈阳市                    | 1954年6月19日    | 中央直辖市降为省辖市                     | 中央人民政府委员会第32次会议通过 | 1923年8月由沈阳县析设奉天市；1945年8月，奉天市更名为沈阳市，1953年3月改为中央直辖市                                                         |
| 大连市                    | 1954年6月19日    | 中央直辖市降为省辖市                     | 中央人民政府委员会第32次会议通过 | 1950年10月改旅大行署区为旅大市，1953年3月改为中央直辖市；1981年2月，旅大市更名为大连市（(81)国函字13号）                                    |
| 鞍山市                    | 1954年6月19日    | 中央直辖市降为省辖市                     | 中央人民政府委员会第32次会议通过 | 1937年12月由辽阳县析设鞍山市（满州国），1953年3月改为中央直辖市                                                                             |
| 抚顺市                    | 1954年6月19日    | 中央直辖市降为省辖市                     | 中央人民政府委员会第32次会议通过 | 1937年12月由抚顺县析设抚顺市（满州国），1949年改为中央直辖市                                                                                |
| 本溪市                    | 1954年6月19日    | 中央直辖市降为省辖市                     | 中央人民政府委员会第32次会议通过 | 1939年10月由本溪县析设本溪市（满州国），1953年4月改为中央直辖市                                                                             |
| 丹东市                    | 1947年6月10日    | 承继民国时期的省辖市                     |                                  | 1937年12月由安东县析设安东市（满州国）；1965年1月，安东市更名为丹东市                                                                       |
| 锦州市                    | 1948年10月15日   | 承继民国时期的省辖市                     |                                  | 1937年12月由锦县析设锦州市（满州国）；1968年与锦州专区合并                                                                                  |
| 营口市                    | 1948年11月2日    | 承继民国时期的省辖市                     |                                  | 1938年5月改营口县为营口市（满州国） |
| 阜新市                    | 1949年3月18日    | 承继民国时期的省辖市                     |                                  | 1940年1月由阜新县析设阜新市（满州国） |
| 辽阳市                    | 1965年12月27日   | 专辖市升为省辖市                         |                                  | |
| 盘锦市                    | 1984年6月5日     | 由盘山县改设                             | (84)国函字89号                   | |
| 铁岭市                    | 1984年6月30日    | 由铁岭地区改设                           | (84)国函字104号                  | 原县级铁岭市改设银州区 |
| 朝阳市                    | 1984年6月30日    | 由朝阳地区改设                           | (84)国函字104号                  | 原县级朝阳市改设双塔区 |
| 葫芦岛市                  | 1989年6月12日    | 县级市升为地级市                         | 国函〔1989〕42号                 | 原县级锦西市改设连山区；1994年9月，锦西市更名为葫芦岛市（国函〔1994〕97号）                                                                 |
| 吉林省（共8个）           |                  |                                          |                                  | |
| 长春市                    | 1954年6月19日    | 中央直辖市降为省辖市                     | 中央人民政府委员会第32次会议通过 | 1932年3月设立新京市（满州国），1945年12月改为长春市，1953年7月改为中央直辖市；1983年8月与德惠地区合并（(83)国函字173号）                    |
| 吉林市                    | 1948年3月9日     | 承继民国时期的省辖市                     |                                  | 1936年4月由永吉县析设吉林市（满州国）；1983年8月与永吉地区合并（(83)国函字173号）                                                           |
| 四平市                    | 1983年8月30日    | 县级市升为地级市                         | (83)国函字173号                  | 原县级四平市改设铁东区、铁西区 |
| 辽源市                    | 1983年8月30日    | 县级市升为地级市                         | (83)国函字173号                  | 原县级辽源市改设龙山区、西安区 |
| 通化市                    | 1985年2月4日     | 县级市升为地级市                         | (85)国函字17号                   | 原县级通化市改设东昌区、二道江区 |
| 白山市                    | 1985年2月4日     | 县级市升为地级市                         | (85)国函字17号                   | 原县级浑江市改设八道江区；1994年1月，浑江市更名为白山市（国函〔1994〕8号）                                                                  |
| 松原市                    | 1992年6月6日     | 县级市升为地级市                         | 国函〔1992〕60号                 | 原县级扶余市改设扶余区 |
| 白城市                    | 1993年6月14日    | 由白城地区改设                           | 国函〔1993〕87号                 | 原县级白城市改设洮北区 |
| 黑龙江省（共12个）        |                  |                                          |                                  | |
| 哈尔滨市                  | 1954年6月19日    | 中央直辖市降为省辖市                     | 中央人民政府委员会第32次会议通过 | 1933年7月设立哈尔滨市（满州国），1953年7月改为中央直辖市；1996年8月与松花江地区合并（国函〔1996〕64号）                                     |
| 齐齐哈尔市                | 1964年1月15日    | 专辖市升为省辖市                         |                                  | 1984年12月与嫩江地区合并（(84)国函字178号）                                                                                                 |
| 大庆市                    | 1965年12月28日   | 专辖市升为省辖市                         |                                  | 1979年12月，安达市更名为大庆市（国发[1979]288号）                                                                                           |
| 鸡西市                    | 1966年2月8日     | 专辖市升为省辖市                         |                                  | |
| 鹤岗市                    | 1966年2月8日     | 专辖市升为省辖市                         |                                  | |
| 双鸭山市                  | 1966年2月8日     | 专辖市升为省辖市                         |                                  | |
| 伊春市                    | 1979年12月14日   | 由伊春地区改设                           | 国发〔1979〕288号                | |
| 牡丹江市                  | 1983年10月8日    | 由牡丹江地区改设                         | (83)国函字181号                  | |
| 佳木斯市                  | 1983年10月8日    | 县级市升为地级市                         | (83)国函字213号                  | 1984年12月与合江地区合并（(84)国函字178号）                                                                                                 |
| 七台河市                  | 1983年10月8日    | 县级市升为地级市                         | (83)国函字213号                  | |
| 黑河市                    | 1993年2月8日     | 由黑河地区改设                           | 国函〔1993〕12号                 | 原县级黑河市改设爱辉区 |
| 绥化市                    | 1999年12月28日   | 由绥化地区改设                           | 国函〔1999〕154号                | 原县级绥化市改设北林区 |
| 江苏省（共13个）          |                  |                                          |                                  | |
| 南京市                    | 1952年11月15日   | 中央直辖市降为省辖市                     | 中央人民政府委员会第19次会议通过 | 1927年5月设立南京特别市，1949年5月改为中央直辖市                                                                                            |
| 无锡市                    | 1949年4月23日    | 由无锡县析设                             |                                  | |
| 徐州市                    | 1962年6月25日    | 专辖市升为省辖市                         |                                  | 1983年1月与徐州地区（除东海、赣榆2县）合并（(83)国函字1号）                                                                                 |
| 常州市                    | 1962年6月25日    | 专辖市升为省辖市                         |                                  | |
| 苏州市                    | 1962年6月25日    | 专辖市升为省辖市                         |                                  | 1983年1月与苏州地区（除江阴、无锡2县）合并（(83)国函字1号）                                                                                 |
| 南通市                    | 1962年6月25日    | 专辖市升为省辖市                         |                                  | 1983年1月与南通地区合并（(83)国函字1号） |
| 连云港市                  | 1962年6月25日    | 专辖市升为省辖市                         |                                  | |
| 淮安市                    | 1983年1月18日    | 由淮阴地区改设                           | (83)国函字1号                    | 原县级清江市改设清浦区、清河区；2000年12月，淮阴市更名为淮安市（国函〔2000〕132号）                                                         |
| 盐城市                    | 1983年1月18日    | 由盐城地区改设                           | (83)国函字1号                    | 原县级盐城市改设城区、郊区 |
| 扬州市                    | 1983年1月18日    | 由扬州地区改设                           | (83)国函字1号                    | 原县级扬州市改设广陵区 |
| 镇江市                    | 1983年1月18日    | 县级市升为地级市                         | (83)国函字1号                    | 原县级镇江市改设城区、郊区 |
| 泰州市                    | 1996年7月19日    | 县级市升为地级市                         | 国函〔1996〕57号                 | 原县级泰州市改设海陵区 |
| 宿迁市                    | 1996年7月19日    | 县级市升为地级市                         | 国函〔1996〕58号                 | 原县级宿迁市改设宿城区、宿豫县 |
| 浙江省（共11个）          |                  |                                          |                                  | |
| 杭州市                    | 1949年5月3日     | 承继民国时期的省辖市                     |                                  | 1927年5月由杭县析设杭州市 |
| 宁波市                    | 1949年12月20日   | 由鄞县析设                               |                                  | 1983年5月与宁波地区合并（(83)国函字145号）                                                                                                  |
| 温州市                    | 1949年11月6日    | 由永嘉县析设                             |                                  | 1981年9月与温州地区合并（(81)国函字?号） |
| 嘉兴市                    | 1983年7月27日    | 县级市升为地级市                         | (83)国函字145号                  | 原县级嘉兴市改设城区、郊区 |
| 湖州市                    | 1983年7月27日    | 县级市升为地级市                         | (83)国函字145号                  | 原县级湖州市改设城区、郊区 |
| 绍兴市                    | 1983年7月27日    | 由绍兴地区改设                           | (83)国函字145号                  | 原县级绍兴市改设城区、绍兴县 |
| 金华市                    | 1985年5月15日    | 由金华地区改设                           | (85)国函字68号                   | 原县级金华市改设婺城区、金华县，并析原金华地区西部4县1市设地级衢州市                                                                        |
| 衢州市                    | 1985年5月15日    | 县级市升为地级市                         | (85)国函字68号                   | 原县级衢州市改设柯城区、衢县，辖原金华地区西部4县                                                                                           |
| 舟山市                    | 1987年1月23日    | 由舟山地区改设                           | 国函〔1987〕20号                 | |
| 台州市                    | 1994年8月22日    | 由台州地区改设                           | 国函〔1994〕86号                 | |
| 丽水市                    | 2000年5月20日    | 由丽水地区改设                           | 国函〔2000〕46号                 | 原县级丽水市改设莲都区 |
| 安徽省（共16个）          |                  |                                          |                                  | |
| 合肥市                    | 1949年1月21日    | 由合肥县析设                             |                                  | |
| 芜湖市                    | 1972年12月30日   | 地辖市升为省辖市                         | 国发〔1972〕115号                | |
| 蚌埠市                    | 1949年1月20日    | 承继民国时期的省辖市                     |                                  | 1947年1月由凤阳县析设蚌埠市 |
| 淮南市                    | 1951年1月18日    | 由淮南矿区改设                           |                                  | |
| 马鞍山市                  | 1956年10月12日   | 由马鞍山矿区改设                         | (56)国议曾字第85号               | |
| 淮北市                    | 1960年4月16日    | 由淮北煤矿改设                           | 复字(60)111号                    | |
| 铜陵市                    | 1971年12月11日   | 由铜陵特区改设                           | (71)国发文95号                   | |
| 安庆市                    | 1979年11月4日    | 地辖市升为省辖市                         |                                  | 1988年8月与安庆地区（除贵池、东至、石台3县）合并（国函〔1988〕105号）                                                                       |
| 黄山市                    | 1987年11月27日   | 由徽州地区改设                           | 国函〔1987〕185号                | 原县级黄山市改设黄山区 |
| 滁州市                    | 1992年12月20日   | 由滁县地区改设                           | 国函〔1992〕201号                | 原县级滁州市改设琅琊区、南谯区 |
| 阜阳市                    | 1996年1月1日     | 由阜阳地区改设                           | 国函〔1996〕1号                  | 原县级阜阳市改设颍州区、颍东区、颍泉区 |
| 宿州市                    | 1998年12月6日    | 由宿县地区改设                           | 国函〔1998〕102号                | 原县级宿州市改设埇桥区 |
| 六安市                    | 1999年9月2日     | 由六安地区改设                           | 国函〔1999〕109号                | 原县级六安市改设金安区、裕安区 |
| 亳州市                    | 2000年5月21日    | 县级市升为地级市                         | 国函〔2000〕47号                 | 原县级亳州市改设谯城区 |
| 池州市                    | 2000年6月25日    | 由池州地区改设                           | 国函〔2000〕85号                 | 原县级贵池市改设贵池区 |
| 宣城市                    | 2000年6月25日    | 由宣城地区改设                           | 国函〔2000〕87号                 | 原县级宣州市改设宣州区 |
| 福建省（共9个）           |                  |                                          |                                  | |
| 福州市                    | 1949年8月17日    | 承继民国时期的省辖市                     |                                  | 1945年10月由林森县析设福州市；1983年4月与莆田地区（除莆田、仙游2县）合并（(83)国函字80号）                                                  |
| 厦门市                    | 1949年10月17日   | 承继民国时期的省辖市                     |                                  | 1935年4月由思明县析设厦门市 |
| 三明市                    | 1983年4月28日    | 由三明地区改设                           | (83)国函字83号                   | 原县级三明市改设梅列区、三元区 |
| 莆田市                    | 1983年9月9日     | 由莆田县析设                             | (83)国函字184号                  | |
| 泉州市                    | 1985年5月14日    | 由晋江地区改设                           | (85)国函字67号                   | 原县级泉州市改设鲤城区、郊区（未实际设立）                                                                                                  |
| 漳州市                    | 1985年5月14日    | 由龙溪地区改设                           | (85)国函字67号                   | 原县级漳州市改设芗城区 |
| 南平市                    | 1994年9月5日     | 由南平地区改设                           | 国函〔1994〕94号                 | 原县级南平市改设延平区 |
| 龙岩市                    | 1996年11月20日   | 由龙岩地区改设                           | 国函〔1996〕100号                | 原县级龙岩市改设新罗区 |
| 宁德市                    | 1999年11月14日   | 由宁德地区改设                           | 国函〔1999〕136号                | 原县级宁德市改设蕉城区 |
| 江西省（共11个）          |                  |                                          |                                  | |
| 南昌市                    | 1949年5月22日    | 承继民国时期的省辖市                     |                                  | 1938年由南昌县、新建县析设南昌市 |
| 景德镇市                  | 1953年6月15日    | 专辖市升为省辖市                         |                                  | |
| 萍乡市                    | 1970年3月10日    | 地辖市升为省辖市                         |                                  | |
| 九江市                    | 1980年3月28日    | 地辖市升为省辖市                         | 国发〔1980〕80号                 | 1983年7月与九江地区合并（(83)国函字146号）                                                                                                  |
| 新余市                    | 1983年7月27日    | 县级市升为地级市                         | (83)国函字146号                  | 原县级新余市改设渝水区 |
| 鹰潭市                    | 1983年7月27日    | 县级市升为地级市                         | (83)国函字146号                  | 原县级鹰潭市改设月湖区 |
| 赣州市                    | 1998年12月24日   | 由赣州地区改设                           | 国函〔1998〕114号                | 原县级赣州市改设章贡区 |
| 吉安市                    | 2000年5月11日    | 由吉安地区改设                           | 国函〔2000〕40号                 | 原县级吉安市改设吉州区、青原区 |
| 宜春市                    | 2000年5月22日    | 由宜春地区改设                           | 国函〔2000〕50号                 | 原县级宜春市改设袁州区 |
| 抚州市                    | 2000年6月23日    | 由抚州地区改设                           | 国函〔2000〕83号                 | 原县级临川市改设临川区 |
| 上饶市                    | 2000年6月23日    | 由上饶地区改设                           | 国函〔2000〕84号                 | 原县级上饶市改设信州区 |
| 山东省（共16个）          |                  |                                          |                                  | |
| 济南市                    | 1948年9月27日    | 承继民国时期的省辖市                     |                                  | 1929年7月由历城县析设济南市 |
| 青岛市                    | 1949年6月2日     | 民国时期的直辖市降为省辖市               |                                  | 1929年7月由胶澳商埠改设青岛特别市 |
| 淄博市                    | 1961年9月12日    | 专辖市升为省辖市                         |                                  | |
| 枣庄市                    | 1961年9月12日    | 专辖市升为省辖市                         |                                  | |
| 东营市                    | 1982年11月10日   | 由惠民地区析设                           | (82)国函字249号                  | |
| 烟台市                    | 1983年8月30日    | 由烟台地区改设                           | (83)国函字175号                  | 原县级烟台市改设芝罘区 |
| 潍坊市                    | 1983年8月30日    | 由潍坊地区改设                           | (83)国函字175号                  | 原县级潍坊市改设潍城区 |
| 济宁市                    | 1983年8月30日    | 由济宁地区改设                           | (83)国函字175号                  | 原县级济宁市改设市中区 |
| 泰安市                    | 1985年3月27日    | 由泰安地区改设                           | (85)国函字45号                   | 原县级泰安市改设泰山区、郊区 |
| 威海市                    | 1987年6月15日    | 县级市升为地级市                         | 国函〔1987〕105号                | 原县级威海市改设环翠区 |
| 日照市                    | 1989年6月12日    | 县级市升为地级市                         | 国函〔1989〕43号                 | 原县级日照市改设东港区（民行批〔1992〕158号）                                                                                               |
| 临沂市                    | 1994年12月17日   | 由临沂地区改设                           | 国函〔1994〕131号                | 原县级临沂市改设兰山区、罗庄区、河东区 |
| 德州市                    | 1994年12月17日   | 由德州地区改设                           | 国函〔1994〕132号                | 原县级德州市改设德城区 |
| 聊城市                    | 1997年8月29日    | 由聊城地区改设                           | 国函〔1997〕82号                 | 原县级聊城市改设东昌府区 |
| 滨州市                    | 2000年6月10日    | 由滨州地区改设                           | 国函〔2000〕59号                 | 原县级滨州市改设滨城区 |
| 菏泽市                    | 2000年6月23日    | 由菏泽地区改设                           | 国函〔2000〕86号                 | 原县级菏泽市改设牡丹区 |
| 河南省（共17个）          |                  |                                          |                                  | |
| 郑州市                    | 1948年10月22日   | 由郑县改设                               |                                  | 1983年9月与开封地区巩县等5县合并（(83)国函字176号）                                                                                         |
| 开封市                    | 1961年12月25日   | 专辖市升为省辖市                         |                                  | 1983年9月与开封地区杞县等5县合并（(83)国函字176号）                                                                                         |
| 洛阳市                    | 1964年4月30日    | 专辖市升为省辖市                         |                                  | 1986年1月与洛阳地区（除义马市及灵宝等5县）合并（国函〔1986〕14号）                                                                          |
| 平顶山市                  | 1969年3月15日    | 由平顶山特区改设                         |                                  | |
| 安阳市                    | 1982年3月10日    | 地辖市升为省辖市                         |                                  | 1983年9月与安阳地区林县等5县合并（(83)国函字176号）                                                                                         |
| 鹤壁市                    | 1974年1月19日    | 地辖市升为省辖市                         |                                  | |
| 新乡市                    | 1982年3月10日    | 地辖市升为省辖市                         |                                  | 1986年1月与新乡地区辉县等5县合并（国函〔1986〕14号）                                                                                        |
| 焦作市                    | 1974年1月19日    | 地辖市升为省辖市                         |                                  | 1986年1月与新乡地区沁阳等5县合并（国函〔1986〕14号）                                                                                        |
| 濮阳市                    | 1983年9月日      | 由濮阳县改设                             | (83)国函字176号                  | |
| 许昌市                    | 1986年1月18日    | 县级市升为地级市                         | 国函〔1986〕14号                 | 原县级许昌市改设魏都区 |
| 漯河市                    | 1986年1月18日    | 县级市升为地级市                         | 国函〔1986〕14号                 | 原县级漯河市改设源汇区 |
| 三门峡市                  | 1986年1月18日    | 县级市升为地级市                         | 国函〔1986〕14号                 | 原县级三门峡市改设湖滨区 |
| 南阳市                    | 1994年7月1日     | 由南阳地区改设                           | 国函〔1994〕67号                 | 原县级南阳市改设宛城区、卧龙区 |
| 商丘市                    | 1997年6月10日    | 由商丘地区改设                           | 国函〔1997〕46号                 | 原县级商丘市改设梁园区 |
| 信阳市                    | 1998年6月9日     | 由信阳地区改设                           | 国函〔1998〕44号                 | 原县级信阳市改设浉河区、平桥区 |
| 周口市                    | 2000年6月8日     | 由周口地区改设                           | 国函〔2000〕61号                 | 原县级周口市改设川汇区 |
| 驻马店市                  | 2000年6月8日     | 由驻马店地区改设                         | 国函〔2000〕62号                 | 原县级驻马店市改设驿城区 |
| 湖北省（共12个）          |                  |                                          |                                  | |
| 武汉市                    | 1954年6月19日    | 中央直辖市降为省辖市                     | 中央人民政府委员会第32次会议通过 | 1927年4月将武昌市、汉口市合并设立武汉市，1949年5月改为中央直辖市                                                                            |
| 黄石市                    | 1950年8月30日    | 由黄石特区改设                           |                                  | |
| 十堰市                    | 1973年2月17日    | 地辖市升为省辖市                         | 国发〔1972〕116号                | 1994年9月与郧阳地区合并（国函〔1994〕98号）                                                                                                 |
| 宜昌市                    | 1979年6月21日    | 地辖市升为省辖市                         | 鄂革〔1979〕92号                 | 1992年7月与宜昌地区合并（国函〔1992〕72号）                                                                                                 |
| 襄阳市                    | 1979年6月21日    | 地辖市升为省辖市                         | 鄂革〔1979〕92号                 | 1983年8月与襄阳地区合并（(83)国函字164号）；2010年12月襄樊市更名为襄阳市（国函〔2010〕129号）                                               |
| 鄂州市                    | 1983年8月19日    | 由鄂城市、鄂城县合并设立                 | (83)国函字164号                  | |
| 荆门市                    | 1983年8月19日    | 县级市升为地级市                         | (83)国函字164号                  | 原县级荆门市改设东宝区（于1985年设立） |
| 孝感市                    | 1993年4月10日    | 由孝感地区改设                           | 国函〔1993〕46号                 | 原县级孝感市改设孝南区、孝昌县 |
| 荆州市                    | 1994年9月29日    | 由荆州地区、沙市市合并设立               | 国函〔1994〕99号                 | 原沙市市改设沙市区；1996年11月荆沙市更名为荆州市（国函〔1996〕99号）                                                                        |
| 黄冈市                    | 1995年12月23日   | 由黄冈地区改设                           | 国函〔1995〕130号                | 原县级黄州市改设黄州区、团风县 |
| 咸宁市                    | 1998年12月6日    | 由咸宁地区改设                           | 国函〔1998〕103号                | 原县级咸宁市改设咸安区 |
| 随州市                    | 2000年6月25日    | 县级市升为地级市                         | 国函〔2000〕80号                 | 原县级随州市改设曾都区 |
| 湖南省（共13个）          |                  |                                          |                                  | |
| 长沙市                    | 1949年8月4日     | 承继民国时期的省辖市                     |                                  | 1933年8月由长沙县析设长沙市 |
| 株洲市                    | 1956年11月30日   | 专辖市升为省辖市                         | (56)组办字第013号                | 1983年2月与湘潭地区（除湘潭、湘乡、浏阳3县）合并（(83)国函字12号）                                                                          |
| 湘潭市                    | 1980年2月20日    | 地辖市升为省辖市                         |                                  | |
| 衡阳市                    | 1980年2月20日    | 地辖市升为省辖市                         |                                  | 1983年2月与衡阳地区合并（(83)国函字12号）                                                                                                   |
| 邵阳市                    | 1980年2月20日    | 地辖市升为省辖市                         |                                  | 1977年7月国务院批准邵阳市升为地级市，8月湖南省委仍将邵阳市委托邵阳地区代管（湘发[1977]47号文）；1986年1月与邵阳地区合并（国函〔1986〕18号） |
| 岳阳市                    | 1983年2月8日     | 地辖市升为省辖市                         | (83)国函字12号                   | 1986年1月与岳阳地区合并（国函〔1986〕18号）                                                                                                 |
| 常德市                    | 1988年1月23日    | 由常德地区改设                           | 国函〔1988〕22号                 | 原县级常德市改设武陵区 |
| 张家界市                  | 1988年5月18日    | 县级市升为地级市                         | 国函〔1988〕77号                 | 原县级大庸市改设永定区、武陵源区；1994年4月大庸市更名为张家界市（国函〔1994〕25号）                                                         |
| 益阳市                    | 1994年3月7日     | 由益阳地区改设                           | 国函〔1994〕17号                 | 原县级益阳市改设资阳区、赫山区 |
| 郴州市                    | 1994年12月17日   | 由郴州地区改设                           | 国函〔1994〕136号                | 原县级郴州市改设北湖区、苏仙区 |
| 永州市                    | 1995年11月21     | 由零陵地区改设                           | 国函〔1995〕110号                | 原县级永州市改设芝山区 |
| 怀化市                    | 1997年11月29日   | 由怀化地区改设                           | 国函〔1997〕105号                | 原县级怀化市改设鹤城区、中方县 |
| 娄底市                    | 1999年1月20日    | 由娄底地区改设                           | 国函〔1999〕7号                  | 原县级娄底市改设娄星区 |
| 广东省（共21个）          |                  |                                          |                                  | |
| 广州市                    | 1954年6月19日    | 中央直辖市降为省辖市                     | 中央人民政府委员会第32次会议通过 | 1921年2月由番禺县析设广州市，1949年11月改为中央直辖市                                                                                       |
| 韶关市                    | 1975年11月22日   | 地辖市升为省辖市                         |                                  | 1983年12月与韶关地区合并（(83)国函字269号）                                                                                                 |
| 汕头市                    | 1975年11月22日   | 地辖市升为省辖市                         |                                  | 1983年12月与汕头地区合并（(83)国函字269号）                                                                                                 |
| 佛山市                    | 1975年11月22日   | 地辖市升为省辖市                         |                                  | 1983年12月与佛山地区南海等5县合并（(83)国函字269号）                                                                                        |
| 江门市                    | 1975年11月22日   | 地辖市升为省辖市                         |                                  | 1983年12月与佛山地区新会等5县、湛江地区阳江等2县合并（(83)国函字269号）                                                                     |
| 湛江市                    | 1975年11月22日   | 地辖市升为省辖市                         |                                  | 1983年12月与湛江地区廉江等5县合并（(83)国函字269号）                                                                                        |
| 茂名市                    | 1975年11月22日   | 地辖市升为省辖市                         |                                  | 1983年12月与湛江地区高州等4县合并（(83)国函字269号）                                                                                        |
| 深圳市                    | 1979年3月5日     | 由宝安县改设                             | 国发〔1979〕63号                 | |
| 珠海市                    | 1979年3月5日     | 由珠海县改设                             | 国发〔1979〕63号                 | |
| 肇庆市                    | 1988年1月7日     | 由肇庆地区改设                           | 国函〔1988〕6号                  | 原县级肇庆市改设端州区、鼎湖区 |
| 惠州市                    | 1988年1月7日     | 县级市升为地级市                         | 国函〔1988〕6号                  | 原县级惠州市改设惠城区 |
| 梅州市                    | 1988年1月7日     | 由梅县地区改设                           | 国函〔1988〕6号                  | 原县级梅县市改设梅江区、梅县 |
| 汕尾市                    | 1988年1月7日     | 由海丰县析设                             | 国函〔1988〕6号                  | |
| 河源市                    | 1988年1月7日     | 由河源县改设                             | 国函〔1988〕6号                  | |
| 阳江市                    | 1988年1月7日     | 由阳江县改设                             | 国函〔1988〕6号                  | |
| 清远市                    | 1988年1月7日     | 由清远县改设                             | 国函〔1988〕6号                  | |
| 东莞市                    | 1988年1月7日     | 县级市升为地级市                         | 国函〔1988〕6号                  | 不设市辖区 |
| 中山市                    | 1988年1月7日     | 县级市升为地级市                         | 国函〔1988〕6号                  | 不设市辖区 |
| 潮州市                    | 1991年12月7日    | 县级市升为地级市                         | 国函〔1991〕84号                 | 原县级潮州市改设湘桥区、潮安县 |
| 揭阳市                    | 1991年12月7日    | 由揭阳县改设                             | 国函〔1991〕84号                 | |
| 云浮市                    | 1994年4月5日     | 县级市升为地级市                         | 国函〔1994〕24号                 | 原县级云浮市改设云城区 |
| 广西壮族自治区（共14个）  |                  |                                          |                                  | |
| 南宁市                    | 1961年12月23日   | 专辖市升为自治区辖市                     |                                  | 2002年12月与南宁地区宾阳等5县合并（国函〔2002〕121号）                                                                                      |
| 柳州市                    | 1961年11月25日   | 专辖市升为自治区辖市                     |                                  | 2002年9月与柳州地区鹿寨等4县合并（国函〔2002〕88号）                                                                                        |
| 桂林市                    | 1961年11月25日   | 专辖市升为自治区辖市                     |                                  | 1998年8月与桂林地区合并（国函〔1998〕73号）                                                                                                 |
| 梧州市                    | 1961年11月25日   | 专辖市升为自治区辖市                     |                                  | 1997年2月与梧州地区藤县等3县合并（国函〔1997〕12号）                                                                                        |
| 北海市                    | 1983年10月8日    | 县级市升为地级市                         | (83)国函字215号                  | |
| 防城港市                  | 1993年5月23日    | 由防城各族自治县改设                     | 国函〔1993〕68号                 | |
| 钦州市                    | 1994年6月28日    | 由钦州地区改设                           | 国函〔1994〕62号                 | 原县级钦州市改设钦南区、钦北区 |
| 贵港市                    | 1995年10月27日   | 县级市升为地级市                         | 国函〔1995〕96号                 | 原县级贵港市改设港南区、港北区 |
| 玉林市                    | 1997年4月22日    | 由玉林地区改设                           | 国函〔1997〕26号                 | 原县级玉林市改设玉州区 |
| 百色市                    | 2002年6月2日     | 由百色地区改设                           | 国函〔2002〕47号                 | 原县级百色市改设右江区 |
| 贺州市                    | 2002年6月18日    | 由贺州地区改设                           | 国函〔2002〕51号                 | 原县级贺州市改设八步区 |
| 河池市                    | 2002年6月18日    | 由河池地区改设                           | 国函〔2002〕52号                 | 原县级河池市改设金城江区 |
| 来宾市                    | 2002年9月29日    | 由柳州地区改设                           | 国函〔2002〕88号                 | |
| 崇左市                    | 2002年12月23日   | 由南宁地区改设                           | 国函〔2002〕121号                | |
| 海南省（共4个）           |                  |                                          |                                  | |
| 海口市                    | 1986年5月31日    | 县级市升为地级市                         | 国函〔1986〕72号                 | |
| 三亚市                    | 1987年11月20日   | 县级市升为地级市                         | 国函〔1987〕181号                | |
| 三沙市                    | 2012年6月5日     | 由西沙群岛、南沙群岛、中沙群岛办事处改设 | 国函〔2012〕51号                 | |
| 儋州市                    | 2015年2月19日    | 县级市升为地级市                         | 国函〔2015〕41号                 | |
| 四川省（共18个）          |                  |                                          |                                  | |
| 成都市                    | 1949年12月27日   | 承继民国时期的省辖市                     |                                  | 1928年9月由成都县析设成都市；1983年3月与温江地区合并（(83)国函字26号）                                                                      |
| 自贡市                    | 1949年12月5日    | 承继民国时期的省辖市                     |                                  | 1939年9月由荣县、富顺县析设自贡市 |
| 攀枝花市                  | 1965年4月22日    | 由攀枝花特区改设                         |                                  | 1987年1月渡口市更名为攀枝花市（国函〔1987〕19号）                                                                                           |
| 泸州市                    | 1983年3月3日     | 县级市升为地级市                         | (83)国函字26号                   | 原县级泸州市改设市中区 |
| 德阳市                    | 1983年8月18日    | 县级市升为地级市                         | (83)国函字156号                  | 原县级德阳市改设市中区（(84)国函字132号）                                                                                                   |
| 绵阳市                    | 1985年2月8日     | 县级市升为地级市                         | (85)国函字20号                   | 原县级绵阳市改设市中区 |
| 广元市                    | 1985年2月8日     | 由广元县改设                             | (85)国函字20号                   | |
| 遂宁市                    | 1985年2月8日     | 由遂宁县改设                             | (85)国函字20号                   | |
| 内江市                    | 1985年2月11日    | 由内江地区改设                           | (85)国函字23号                   | 原县级内江市改设市中区 |
| 乐山市                    | 1985年2月11日    | 由乐山地区改设                           | (85)国函字25号                   | 原县级乐山市改设市中区 |
| 南充市                    | 1993年7月2日     | 由南充地区改设                           | 国函〔1993〕96号                 | 原县级南充市改设顺庆区、高坪区、嘉陵区 |
| 宜宾市                    | 1996年10月5日    | 由宜宾地区改设                           | 国函〔1996〕80号                 | 原县级宜宾市改设翠屏区 |
| 广安市                    | 1998年7月31日    | 由广安地区改设                           | 国函〔1998〕60号                 | |
| 达州市                    | 1999年6月20日    | 由达川地区改设                           | 国函〔1999〕51号                 | 原县级达川市改设通川区 |
| 眉山市                    | 2000年6月10日    | 由眉山地区改设                           | 国函〔2000〕60号                 | |
| 雅安市                    | 2000年6月14日    | 由雅安地区改设                           | 国函〔2000〕66号                 | 原县级雅安市改设雨城区 |
| 巴中市                    | 2000年6月14日    | 由巴中地区改设                           | 国函〔2000〕69号                 | 原县级巴中市改设巴州区 |
| 资阳市                    | 2000年6月14日    | 由资阳地区改设                           | 国函〔2000〕71号                 | 原县级资阳市改设雁江区 |
| 贵州省（共6个）           |                  |                                          |                                  | |
| 贵阳市                    | 1949年11月15日   | 承继民国时期的省辖市                     |                                  | 1941年7月由贵阳县析设贵阳市 |
| 六盘水市                  | 1978年12月18日   | 由六盘水地区改设                         | 国发〔1978〕264号                | |
| 遵义市                    | 1997年6月10日    | 由遵义地区改设                           | 国函〔1997〕45号                 | 原县级遵义市改设红花岗区 |
| 安顺市                    | 2000年6月23日    | 由安顺地区改设                           | 国函〔2000〕79号                 | 原县级安顺市改设西秀区 |
| 毕节市                    | 2011年10月22日   | 由毕节地区改设                           | 国函〔2011〕130号                | 原县级毕节市改设七星关区 |
| 铜仁市                    | 2011年10月22日   | 由铜仁地区改设                           | 国函〔2011〕131号                | 原县级铜仁市改设碧江区 |
| 云南省（共8个）           |                  |                                          |                                  | |
| 昆明市                    | 1949年12月9日    | 承继民国时期的省辖市                     |                                  | 1928年8月由昆明县析设昆明市 |
| 曲靖市                    | 1997年5月6日     | 由曲靖地区改设                           | 国函〔1997〕32号                 | 原县级曲靖市改设麒麟区 |
| 玉溪市                    | 1997年12月13日   | 由玉溪地区改设                           | 国函〔1997〕108号                | 原县级玉溪市改设红塔区 |
| 保山市                    | 2000年12月30日   | 由保山地区改设                           | 国函〔2000〕137号                | 原县级保山市改设隆阳区 |
| 昭通市                    | 2001年1月13日    | 由昭通地区改设                           | 国函〔2001〕6号                  | 原县级昭通市改设昭阳区 |
| 丽江市                    | 2002年12月26日   | 由丽江地区改设                           | 国函〔2002〕122号                | |
| 普洱市                    | 2003年10月30日   | 由思茅地区改设                           | 国函〔2003〕113号                | 原县级思茅市改设翠云区；2007年1月，思茅市更名为普洱市（国函〔2007〕8号）                                                                    |
| 临沧市                    | 2003年12月26日   | 由临沧地区改设                           | 国函〔2003〕136号                | |
| 西藏自治区（共6个）       |                  |                                          |                                  | |
| 拉萨市                    | 1960年1月7日     | 由绛曲基巧析设                           |                                  | |
| 日喀则市                  | 2014年6月26日    | 由日喀则地区改设                         | 国函〔2014〕79号                 | 原县级日喀则市改设桑珠孜区 |
| 昌都市                    | 2014年10月20日   | 由昌都地区改设                           | 国函〔2014〕143号                | |
| 林芝市                    | 2015年3月16日    | 由林芝地区改设                           | 国函〔2015〕51号                 | |
| 山南市                    | 2016年1月7日     | 由山南地区改设                           | 国函〔2016〕8号                  | |
| 那曲市                    | 2017年7月18日    | 由那曲地区改设                           | 国函〔2017〕109号                | |
| 陕西省（共10个）          |                  |                                          |                                  | |
| 西安市                    | 1954年6月19日    | 中央直辖市降为省辖市                     | 中央人民政府委员会第32次会议通过 | 1943年3月，西京市（1932年1月拟由长安县析设，未正式设立）更名为西安市，1949年5月改为中央直辖市                                               |
| 铜川市                    | 1966年6月24日    | 专辖市升为省辖市                         | 会民〔1966〕228号                | |
| 宝鸡市                    | 1971年10月5日    | 地辖市升为省辖市                         | (71)国发文74号                   | 原县级宝鸡市改设金台区、渭滨区 |
| 咸阳市                    | 1983年9月9日     | 由咸阳地区改设                           | (83)国函字187号                  | 原县级咸阳市改设秦都区 |
| 渭南市                    | 1994年12月17日   | 由渭南地区改设                           | 国函〔1994〕135号                | 原县级渭南市改设临渭区 |
| 汉中市                    | 1996年2月21日    | 由汉中地区改设                           | 国函〔1996〕11号                 | 原县级汉中市改设汉台区 |
| 延安市                    | 1996年11月5日    | 由延安地区改设                           | 国函〔1996〕94号                 | 原县级延安市改设宝塔区 |
| 榆林市                    | 1999年12月5日    | 由榆林地区改设                           | 国函〔1999〕141号                | 原县级榆林市改设榆阳区 |
| 安康市                    | 2000年6月23日    | 由安康地区改设                           | 国函〔2000〕81号                 | 原县级安康市改设汉滨区 |
| 商洛市                    | 2001年8月31日    | 由商洛地区改设                           | 国函〔2001〕94号                 | 原县级商州市改设商州区 |
| 甘肃省（共12个）          |                  |                                          |                                  | |
| 兰州市                    | 1949年8月26日    | 承继民国时期的省辖市                     |                                  | 1941年7月由皋兰县析设兰州市 |
| 嘉峪关市                  | 1971年9月11日    | 地辖市升为省辖市                         | (71)国发文66号                   | 不设市辖区 |
| 金昌市                    | 1981年2月9日     | 由永昌县析设                             | (81)国函字14号                   | |
| 白银市                    | 1985年5月14日    | 由兰州市白银区改设                       | (85)国函字66号                   | |
| 天水市                    | 1985年7月8日     | 由天水地区改设                           | (85)国函字108号                  | 原县级天水市改设秦城区 |
| 武威市                    | 2001年5月9日     | 由武威地区改设                           | 国函〔2001〕47号                 | 原县级武威市改设凉州区 |
| 张掖市                    | 2002年3月1日     | 由张掖地区改设                           | 国函〔2002〕16号                 | 原县级张掖市改设甘州区 |
| 平凉市                    | 2002年6月2日     | 由平凉地区改设                           | 国函〔2002〕46号                 | 原县级平凉市改设崆峒区 |
| 酒泉市                    | 2002年6月18日    | 由酒泉地区改设                           | 国函〔2002〕53号                 | 原县级酒泉市改设肃州区 |
| 庆阳市                    | 2002年6月22日    | 由庆阳地区改设                           | 国函〔2002〕55号                 | 原县级西峰市改设西峰区 |
| 定西市                    | 2003年4月4日     | 由定西地区改设                           | 国函〔2003〕46号                 | |
| 陇南市                    | 2004年1月11日    | 由陇南地区改设                           | 国函〔2004〕1号                  | |
| 青海省（共2个）           |                  |                                          |                                  | |
| 西宁市                    | 1956年7月14日    | 专辖市升为省辖市                         |                                  | 1945年11月由西宁县析设西宁市 |
| 海东市                    | 2013年2月8日     | 由海东地区改设                           | 国函〔2013〕23号                 | |
| 宁夏回族自治区（共5个）   |                  |                                          |                                  | |
| 银川市                    | 1958年8月11日    | 专辖市升为省辖市                         |                                  | 1945年8月由贺兰县析设银川市 |
| 石嘴山市                  | 1975年11月23日   | 地辖市升为省辖市                         | 国发〔1975〕189号                | |
| 吴忠市                    | 1998年5月11日    | 由银南地区改设                           | 国函〔1998〕33号                 | 原县级吴忠市改设利通区 |
| 固原市                    | 2001年7月7日     | 由固原地区改设                           | 国函〔2001〕80号                 | |
| 中卫市                    | 2003年12月31日   | 由中卫县改设                             | 国函〔2003〕139号                | |
| 新疆维吾尔自治区（共4个） |                  |                                          |                                  | |
| 乌鲁木齐市                | 1949年9月25日    | 承继民国时期的省辖市                     |                                  | 1945年11月由迪化县析设迪化市；1953年10月，迪化市更名为乌鲁木齐市                                                                            |
| 克拉玛依市                | 1982年2月16日    | 县级市升为地级市                         | 新政发〔1982〕34号               | |
| 吐鲁番市                  | 2015年3月16日    | 由吐鲁番地区改设                         | 国函〔2015〕52号                 | 原县级吐鲁番市改设高昌区 |
| 哈密市                    | 2016年1月7日     | 由哈密地区改设                           | 国函〔2016〕9号                  | 原县级哈密市改设伊州区 |

## 已撤銷的地級市列表
截至2025年7月21日，中华人民共和国共有9个地级市被撤销地级行政建制。其中，最早撤销的地级市为吉林省公主岭市和梅河口市，两市均被改制为县级市，分别由四平市和通化市代管。最近撤销的地级市为山东省莱芜市，该市被改制为济南市莱芜区与钢城区。此外，中华人民共和国的地级市建制始于1983年，在此之前有8个省辖市改变其行政建制。

### 地级市建制确立后
| 原地级市 | 所属省份 | 存在时间                       | 设地级市方式                                                                         | 新行政建制                                                 | 备注 |
| -------- | -------- | ------------------------------ | ------------------------------------------------------------------------------------ | ---------------------------------------------------------- | --- |
| 公主岭市 | 吉林省   | 1985年2月4日－1985年12月19日   | 由原怀德县改制而来，怀德县县域改制为怀德区、公主岭区，同时将伊通县划入管辖范围       | 公主岭市（县级市）、伊通县                                 | 怀德区、公主岭区改设县级公主岭市，由四平市代管，伊通县改由四平市管辖 |
| 梅河口市 | 吉林省   | 1985年2月4日－1985年12月19日   | 由原海龙县改制而来，海龙县县域改制为海龙区、梅河区，同时将柳河县、辉南县划入管辖范围 | 梅河口市（县级市）、辉南县、柳河县                         | 海龙区、梅河区改设县级梅河口市，由通化市代管，柳河县、辉南县改由通化市管辖                                                                                                |
| 沙市市   | 湖北省   | 1979年6月21日－1994年9月29日   | 由荆州地区监督领导改为湖北省直接领导，后改制为地级市                                 | 沙市区                                                     | 撤销沙市市，设立荆沙市沙市区，最初辖沙市市的解放路、崇文路、中山路、胜利路、朝阳路5个街道办事处和立新、联合、锣场、关沮4个乡                                              |
| 重庆市   | 四川省   | 1954年6月19日－1997年3月14日   | 与四川省合并，成为四川省省辖市:110                                                   | 重庆市（直辖市）                                           | 重庆市从四川省管辖的地级市改制为直辖市，管辖原重庆市、萬縣市、涪陵市和黔江地区所辖行政区域:424-426                                                                        |
| 万县市   | 四川省   | 1992年12月11日－1997年12月20日 | 由原万县地区、万县、萬縣市（县级市）改制而来                                         | 万县区（现万州区）、万县移民开发区、梁平县、城口县         | 撤销萬縣市及其所辖龙宝区、天城区、五桥区，改制为重庆市万县区，并成立万县移民开发区，代管开县、忠县、云阳县、奉节县、巫山县、巫溪县6县，城口县和梁平县由重庆市直接管辖:432 |
| 涪陵市   | 四川省   | 1995年11月5日－1997年12月20日  | 由原涪陵地区改制而来                                                                 | 涪陵区、南川市、武隆县、丰都县、垫江县                     | 撤销涪陵市及其所辖枳城区、李渡区，改制为重庆市涪陵区，南川市、武隆县、丰都县、垫江县由重庆市直接管辖:432                                                                  |
| 东川市   | 云南省   | 1958年10月20日－1998年12月6日  | 由原东川矿区改制而来                                                                 | 东川区                                                     | 撤销地级东川市，设立昆明市东川区 |
| 巢湖市   | 安徽省   | 1999年7月9日－2011年7月14日    | 由原巢湖地区、巢湖市（县级市）改制而来                                               | 巢湖市（县级市）、庐江县、无为县（现无为市）、含山县、和县 | 居巢区改设县级巢湖市，由合肥市代管，庐江县由合肥市管辖，无为县、和县沈巷镇（划归鸠江区）由芜湖市管辖，和县、含山县由马鞍山市管辖                                          |
| 莱芜市   | 山东省   | 1992年11月22日－2018年12月26日 | 由原莱芜市（县级市）改制而来                                                         | 莱芜区、钢城区                                             | 撤销莱芜市，莱城区更名为莱芜区，与钢城区一同由济南市管辖 |

### 地级市建制确立前
| 原省辖市   | 所属省份        | 存在时间                       | 设省辖市方式                                                                         | 新行政建制           | 备注                                           |
| ---------- | --------------- | ------------------------------ | ------------------------------------------------------------------------------------ | -------------------- | ---------------------------------------------- |
| 个旧市     | 云南省          | 1950年12月16日－1958年10月11日 | 由原个旧县改制而来                                                                   | 个旧市（州辖市）     | 个旧市由红河哈尼族彝族自治州管辖               |
| 满洲里市   | 内蒙古自治区    | 1953年5月10日－1954年4月30日   | 由东北军区、中共中央东北局、东北人民政府管辖改为内蒙古自治区直辖、东部区行政公署代管 | 满洲里市（盟辖市）   | 满洲里市由呼伦贝尔盟管辖                       |
| 海拉尔市   | 内蒙古自治区    | 1953年4月1日－1954年4月30日    | 由呼伦贝尔纳文慕仁盟管辖改为内蒙古自治区直辖、东部区行政公署代管                     | 海拉尔市（盟辖市）   | 海拉尔市由呼伦贝尔盟管辖                       |
| 乌兰浩特市 | 内蒙古自治区    | 1953年5月10日－1954年5月21日   | 由原乌兰浩特市（县级市）改为内蒙古自治区直辖、东部区行政公署代管                     | 乌兰浩特市（盟辖市） | 乌兰浩特市由呼伦贝尔盟管辖                     |
| 宣化市     | 察哈尔省 河北省 | 1950年2月－1955年8月8日        | 由原察南专区宣化镇改制而来，属察哈尔省直辖，1952年底起改由河北省直辖                 | 宣化镇               | 撤销宣化市，置宣化城区为宣化镇，由张家口市管辖 |
| 峰峰市     | 河北省          | 1955年2月－1956年10月12日      | 由原峰峰矿区改制而来                                                                 | 峰峰矿区             | 撤销峰峰市，改置峰峰矿区                       |
| 玉门市     | 甘肃省          | 1955年10月26日－1961年12月15日 | 由国务院批准建立，1958年11月26日，玉门县行政建制并入玉门市（专区级）                 | 玉门市（县级市）     | 玉门市（专区级）改制为同名县级市               |
| 天津市     | 河北省          | 1958年2月11日－1967年1月2日    | 由原天津市（直辖市）改制为河北省省辖市                                               | 天津市（直辖市）     | 天津市恢复直辖市建制                           |